# 桂花
木樨，通称桂花，又名白桂、銀桂、銀木樨，常绿灌木或小乔木；叶子对生，多呈椭圆或长椭圆形，叶面光滑，革质，叶缘有锯齿；秋季开花，花簇生于叶腋，花冠分裂至基乳有乳白、黄、橙红等色，极芳香；核果成熟后为紫黑色。常见于南方。
其种加词“Fragrans”意为芳香的、有着甜美气味的。
桂花有兩種，一種就是本條目所講的白色桂花“銀桂”，為其正種；另一種是黃色桂花“丹桂”，為銀桂的亞種。在中國，白色的銀桂主要用於觀賞和提升香氣，黃色的丹桂主要用於甜點食用。另外桂花的中文名易與“肉桂、月桂”兩者混淆，在辨識時需小心。

## 分布

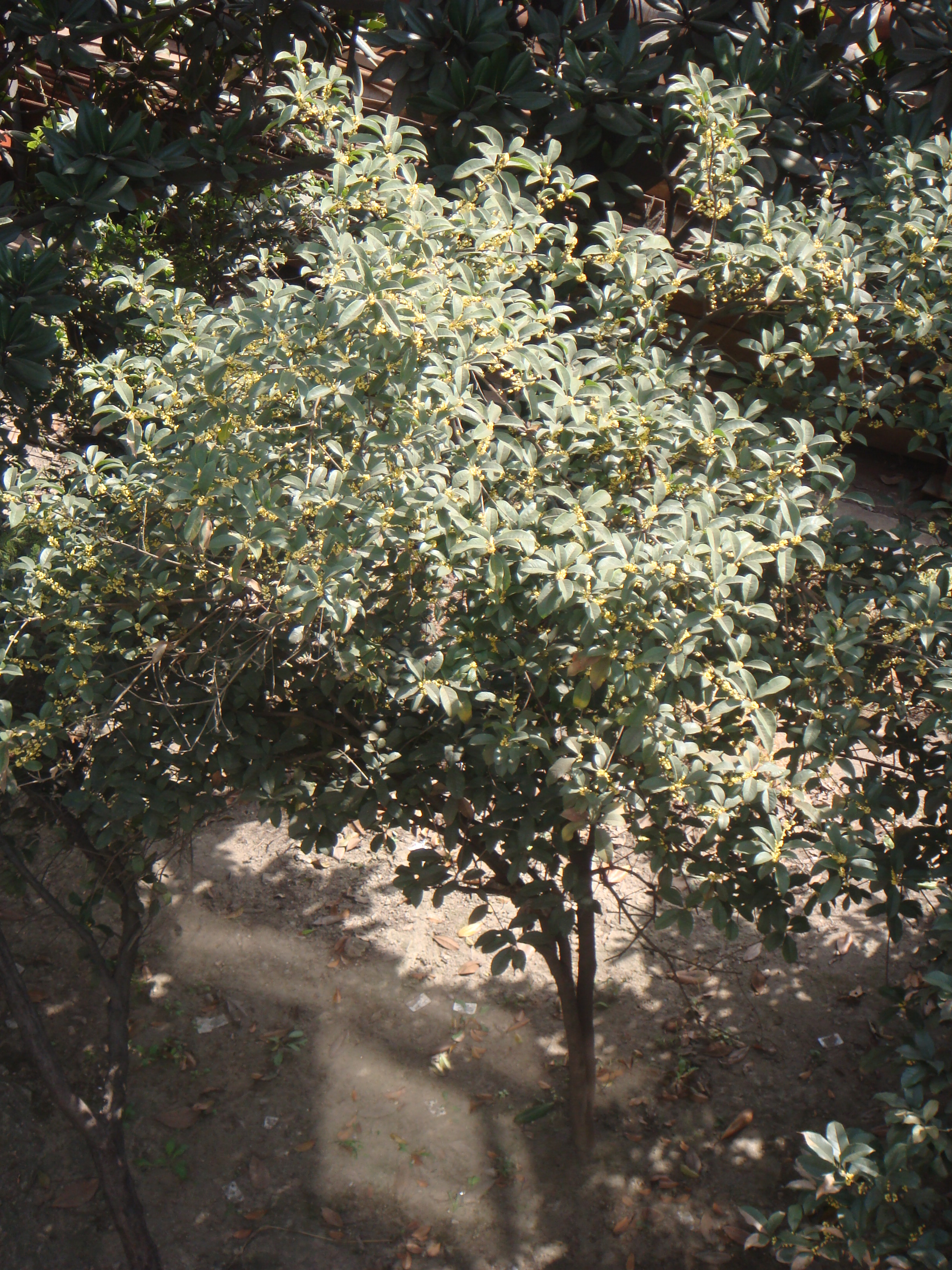
江苏靖江一株开花的桂树

亞熱带树种，桂花原产于亞洲。從喜馬拉雅地區、中國、日本南部等地均有野生，印度、尼泊尔、柬埔寨也有分布。中国大陸有包括广西桂林市、江蘇省蘇州市、浙江省杭州市、浙江省衢州市、湖北省咸宁市及安徽省合肥市在内的20多个城市以桂花为市花。

## 变种
- 丹桂（Osmanthus fragrans var. aurantiacus）：丹桂花朵颜色橙黄，气味浓郁，叶片厚，色深。
- 银桂（Osmanthus fragrans var. latifolius）：又稱木樨，银桂花朵颜色较白，稍带微黄，香气较淡，叶片较薄。
- 四季桂（Osmanthus fragrans var. semperflorens）：四季桂别称月月桂。花朵颜色稍白，或淡黄，香气较淡，叶片薄。长年开花。
- 金桂（Osmanthus fragrans var. thunbergii）：金桂花朵金黄，香气浓郁，叶片较厚。

## 品种
- 虞山桂花[4]

## 生長習性
桂花喜歡溫暖環境，宜在土層深厚、排水良好、疏鬆肥沃、富含腐殖質的偏酸性砂質土壤中生長。不耐乾旱瘠薄，在淺薄板結貧瘠的土壤上，生長特別緩慢，枝葉稀少，葉片瘦小，葉色黃化，不開花或很少開花，甚至有週期性的枯頂現象，嚴重時桂花整株死亡。幼樹時需要有一定的蔽蔭，成年後要求要有相對充足的光照，才能保證桂花的正常生長。

## 食用

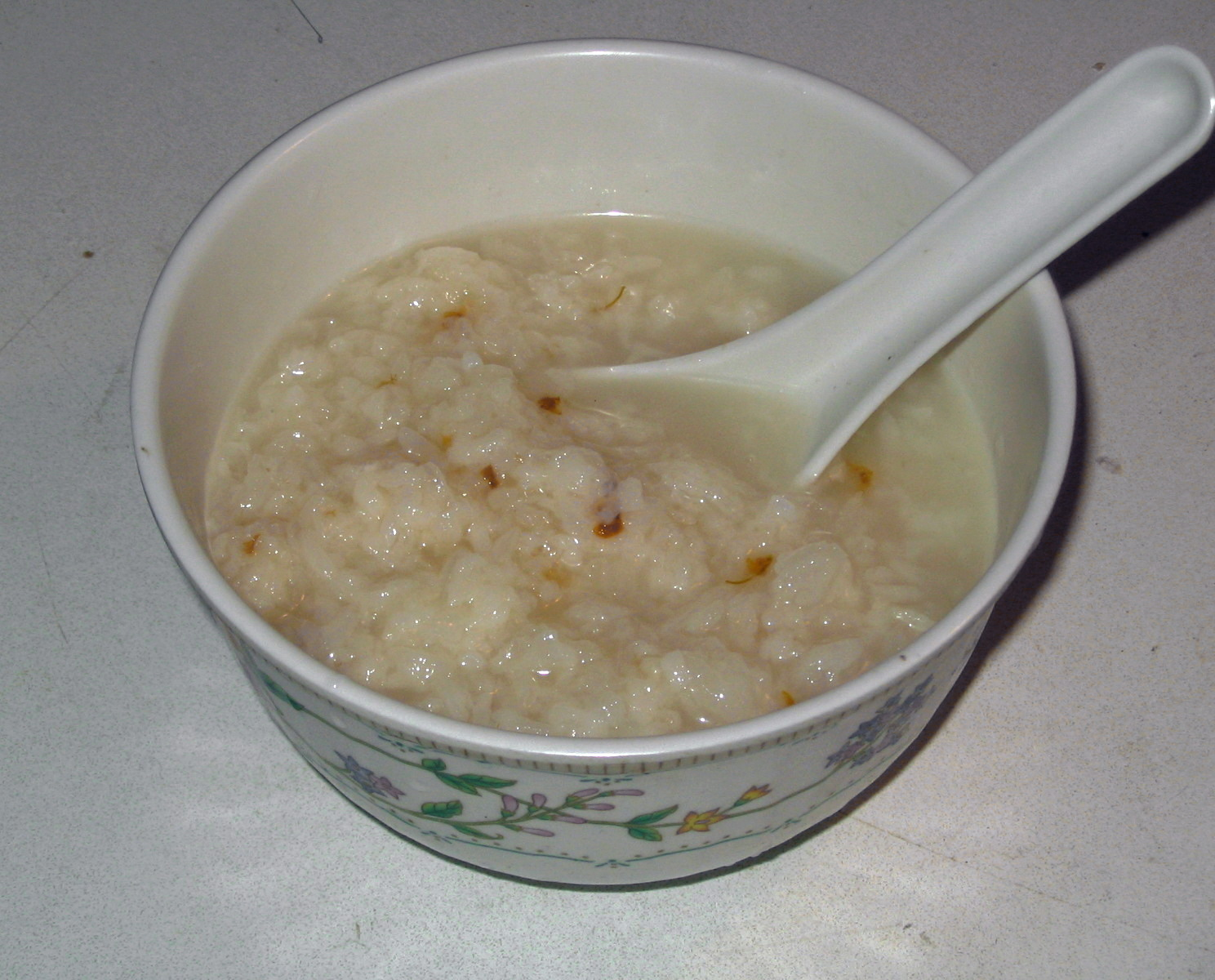
桂花醪糟

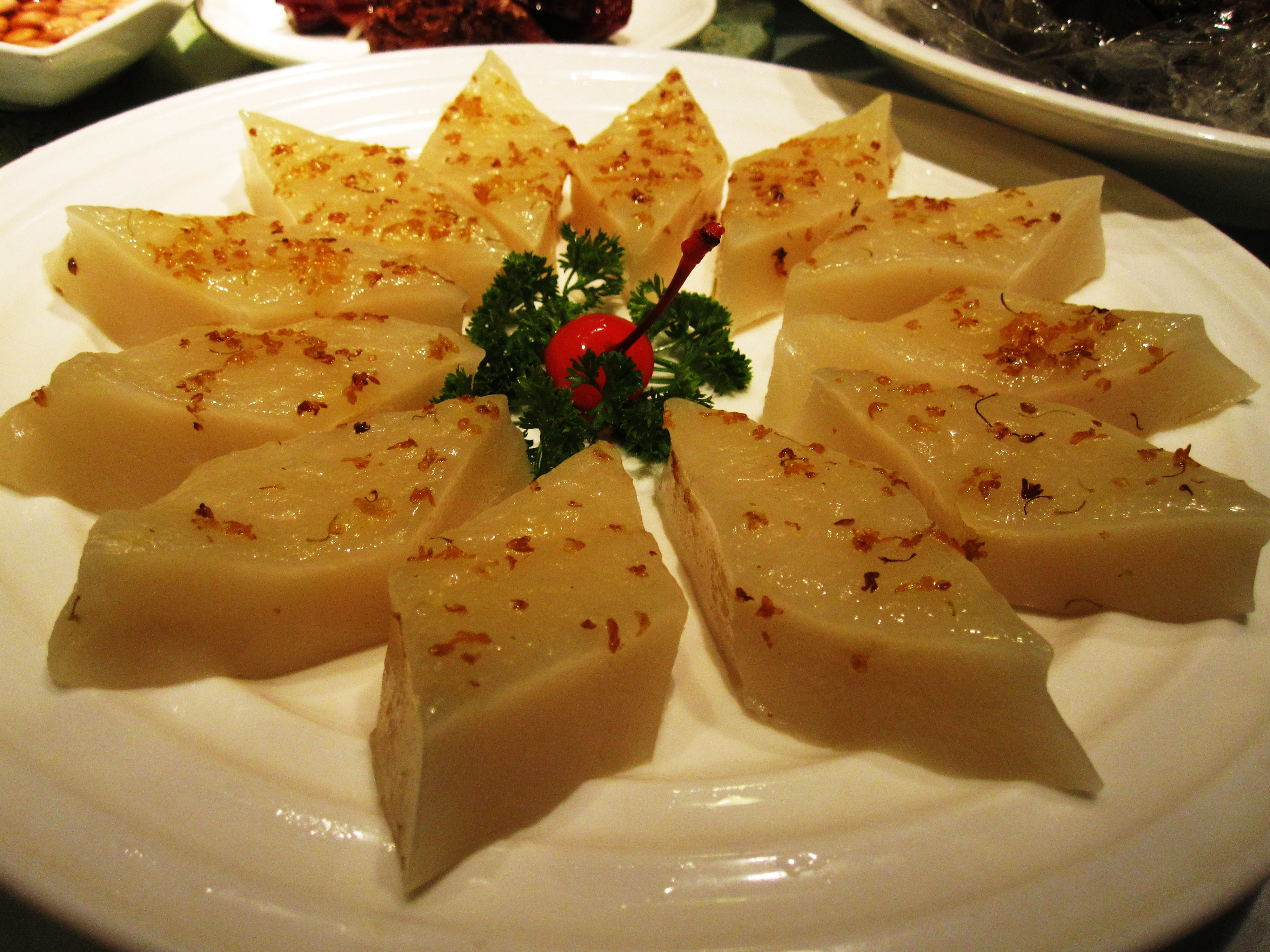
桂花糕

桂花味辛，可入药。有化痰、止咳、生津、止牙痛等功效。
桂花味香，持久，可制糕点（桂花糕）、糖果，并可酿酒。此外，亦常制成桂花糖、桂花湯圓、桂花釀（與蜂蜜泡制而成）、桂花酱、桂花滷等。在中国南京，加工盐水鸭的过程中，加入桂花，增加香味，也称为桂花鸭。过去台湾桂花多半种植在茶园旁，作为提升茶香气陪衬，也因此易染病需施农药，不能食用居多。
中國國家林業局有訂定林業行業標準LY/T 1910-2010食用桂花栽培技術規程，其附表有列出可用的主要食用桂花品種。

## 文化

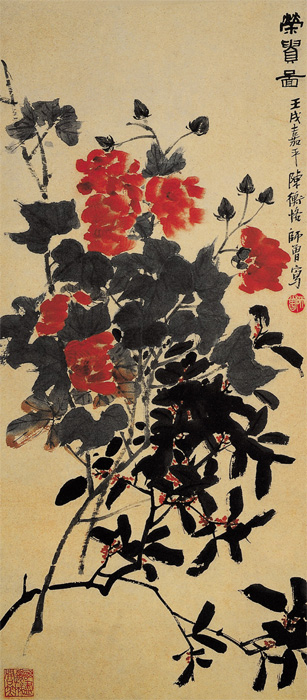
陈师曾的《荣贵图》，包括芙蓉和桂花

在东亚地区的诗文与传统习俗中，桂花常与秋季，月亮联系起来。在中国文化中，桂花更有吉祥、长寿和富贵的美好寓意，是中国庭院中的常见树种。

### 文化作品
- 《八月桂花遍地开》（民歌）
- 《八月桂花香》（電視劇）
- 《桂花雨》琦君
- 《木樨の心》穹風
- 《今年桂花不飄香》劉若英紀念祖父劉詠堯的散文，記載幾段從童年到成為藝人的記憶歷程。
- 《桂花巷》蕭麗紅

## 延伸阅读
[在维基数据编辑]
 《欽定古今圖書集成·博物彙編·草木典·桂部》，出自陈梦雷《古今圖書集成》
 《植物名實圖考·桂》，出自吳其濬《植物名實圖考》